# Вінкель Лейда Освальдівна
Лейда Освальдівна Вінкель (нар. 31 травня 1930, Агула — пом. 19 вересня 2018) — естонська радянська діячка, доярка колгоспу «Каардівяелане» Тапаського району, Герой Соціалістичної Праці. Депутат Верховної Ради СРСР 4-5-го скликань.

## Біографія
Народилася 31 травня 1930 року в селі Агулі Естонської Республіки (нині повіт Ярвамаа, Естонія) в естонській селянській сім'ї. Закінчила сім класів школи. З дитинства випасала та доїла корів. У 1948 році, коли Естонія вже була окупована Радянським Союзом, вступила працювати до колгоспу «Каардівяелане» дояркою. Протягом 10 років входила до числа кращих доярок колгоспу та району. Вже другого робочого року вона надоїла від однієї корови 3 140 кілограмів молока. 1952 року вступила до ВЛКСМ.
У 1952 році для розведення племінної худоби в колгоспі була створена племінна група чорно-рябої породи корів, догляд за якою доручили Лейді Вінкель. До 1953 року виробництво молока в її групі корів піднялося в середньому до 4 426 кілограмів і до 1957 року — до 5 523 (середня величина по колгоспу склала в тому році 4 336 кілограмів). Неодноразово брала участь у Всесоюзній сільськогосподарській виставці, на якій 5 разів була нагороджена медалями. Член КПРС з 1955 року.
Указом Президії Верховної Ради СРСР від 1 березня 1958 року за видатні успіхи, досягнуті у справі розвитку сільського господарства з виробництва зерна, картоплі, м'яса, молока та інших продуктів сільського господарства, та впровадження у виробництво досягнень науки та передового досвіду Вінкель Лейді Освальдівні надано звання Героя Соціалістичної Праці з врученням ордена Леніна (№ 316 512) та золотої медалі «Серп і Молот» (№ 8 882).
1959 року була рекомендована Тапасським райкомом Компартії Естонії на посаду секретаря партійної організації колгоспу імені Таммсааре. З 1960 року навчалася у Партійній школі ЦК Компартії Естонії, здобула кваліфікацію молодшого агронома-організатора. Після цього працювала інструктором Пайдеського райкому Комуністичної партії Естонії. 1974 року перейшла організатором культурної роботи до колгоспу «Аравете», де незабаром була обрана секретарем парторганізації.
Після виходу Естонської РСР з СРСР жила в незалежній Естонії. Померла 19 вересня 2018 року.

## Нагороди
- Герой Соціалістичної Праці (1 березня 1958);
- орден Леніна (1 березня 1958);
- 5 медалей ВДНГ СРСР;
- Почесні грамоти Президії Верховної ради Естонської РСР (1954, 1955).